# Святогірська міська територіальна громада
Святогірська міська територіальна громада — територіальна громада в Україні, у Краматорському районі Донецької області, з адміністративним центром у місті Святогірськ.

## Загальна інформація
Площа території — 376,4 км², населення громади — 9 068 осіб, з них: міське населення — 4 369 особи, сільське — 4 699 осіб (2020 р.).

## Населені пункти
До складу громади увійшли м. Святогірськ та села Адамівка, Богородичне, Глибока Макатиха, Долина, Краснопілля, Мазанівка, Маяки, Микільське, Пришиб, Сидорове, Тетянівка, Хрестище.

## Історія
Створена у 2020 році, відповідно до розпорядження Кабінету Міністрів України № 721-р від 12 червня 2020 року «Про визначення адміністративних центрів та затвердження територій територіальних громад Донецької області», шляхом об'єднання територій та населених пунктів Святогірської міської ради Слов'янської міської ради та Долинської, Маяківської, Хрестищенської сільських рад Слов'янського району Донецької області.